# Gulang
Gulang, tidigare stavat Kulang, är ett härad i Wuweis stad på prefekturnivå i provinsen Gansu i nordvästra Kina.
Gulang är indelat i 15 köpingar och fyra socknar.
Köpingar (zhen):

- Dajing (大靖镇)
- Dingning (定宁镇)
- Gufeng (古丰镇)
- Gulang (古浪镇)
- Haizitan (海子滩镇)
- Heisongyi (黑松驿镇)
- Huanghuatan (黄花滩镇)
- Huangyangchuan (黄羊川镇)
- Minquan (民权镇)
- Peijiaying (裴家营镇)
- Sishui (泗水镇)
- Tumen (土门镇)
- Xijing (西靖镇)
- Yongfengtan (永丰滩镇)
- Zhitan (直滩镇)

Socknar (xiang):

- Gancheng (干城乡)
- Hengliang (横梁乡)
- Shibalibao (十八里堡乡)
- Xinbao (新堡乡)